# Jean Longuet

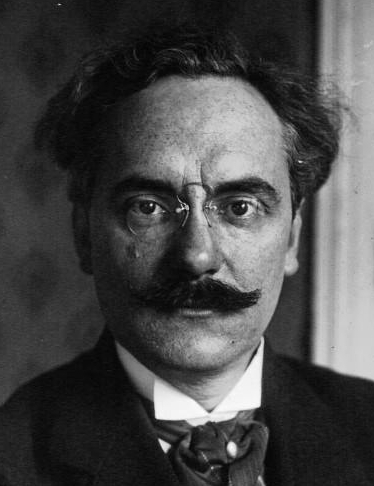
Jean Longuet (1918)

Jean-Laurent-Frederick Longuet (* 10. Mai 1876 in London; † 11. September 1938 in Aix-les-Bains) war ein französischer Politiker, Rechtsanwalt und Journalist. Sein voller Name lautete Jean-Laurent-Fredrick, genannt wurde er Johnny.

## Leben
Jean Longuet war einer der fünf Söhne von Charles Longuet und Jenny Longuet, der ältesten Tochter von Karl Marx. Er war Bürgermeister von Châtenay-Malabry, Abgeordneter im französischen Parlament und ein wichtiges Mitglied der Section française de l’Internationale ouvrière (SFIO). Auf dem Parteikongress in Tours 1920 spaltete sich die Partei in der Frage, ob sie der Kommunistischen Internationale (Komintern) betreten solle oder nicht. Die Mehrheit der Delegierten stimmte dafür und gründete anschließend die PCF. Longuet war einer von denen, die dagegen stimmten und in der SFIO verblieben.
Im Juli 1936 unterzeichnete er das provisorische Genfer Übereinkommen („Arrangement provisoire de Genève“), das den Status deutscher Flüchtlinge regelte, und schuf im September 1936 einen Nationalitätszertifikat für staatenlose Deutsche.
Jean Longuets älterer Sohn Robert-Jean Longuet wurde Rechtsanwalt und Journalist, der jüngere Sohn Karl-Jean Longuet ein bekannter Bildhauer.
Jean Longuet verstarb bei einem Autounfall.

## Werke
- Die Situation der sozialistischen Bewegung in Frankreich. In: Die neue Zeit.Wochenschrift der deutschen Sozialdemokratie. 20. 1901–1902, 1. Bd.(1902), Heft 21, S. 652–661
- Der Kongreß in Bordeaux und die französischen Sozialisten. In: Die neue Zeit. Wochenschrift der deutschen Sozialdemokratie. 21.1902–1903, 2. Bd.(1903), Heft 28, S. 37–43
- Die Gewerkschaftsbewegung in Frankreich. In: Die neue Zeit. Wochenschrift der deutschen Sozialdemokratie. 22.1903–1904, 2. Bd. (1904), Heft 33, S. 197–203
- Der Kongreß von Rouen und die Entwicklung des französischen Sozialismus zur Einigkeit. In: Die neue Zeit. Wochenschrift der deutschen Sozialdemokratie. 23.1904–1905, 1. Bd. (1905), Heft 26, S. 836–846
- Jean Longuet et Georges Silber: Terroristes et policiers, Azevf, Harting et cie, étude historique et critique.préface de W.-L. Bourtsev. F. Juven, Paris 1909
- Mémoire présenté à la Cour d’arbitrage de la Haye au nom de M. Vinayak Damodar Savarkar. Paris 1911
- Le mouvement socialiste international. Aristide Quillet, Paris, 1913
- La politique internationale du marxisme. Karl Marx et la France. Paris 1918
- Jean Longuet, der Führer der französischen Sozialisten, über das Moskauer Diktat. Rede auf dem Parteitag der USPD. in Halle. Manifest der Parteileitung der Unabhängigen Sozialdemokratie Deutschlands. Leipziger Buchdruckerei, Leipzig 1920
- Weltappell für Asylrecht. Zur Pariser internationalen Asylrechtskonferenz vom 20. und 21. Juni 1936. Mit Auszügen aus den Reden von: Eliane Brault, Louis de Brouckère, Marcel Cachin, Casanovas, Lars Evenson, Léo Lagrange, Jean Longuet, Paul Perrin, Marcel Willard und Anderen. Éditions universelles, Paris 1936
- Jean Longuet, Georgij M. Sil'ber: Die Bombe tötete den Großfürsten auf der Stelle – Terroristen und Geheimpolizei im alten Rußland. Aufbau-Taschenbuch-Verlag, Berlin 1995, ISBN 3-7466-8019-0.